# NGC 7130
NGC 7130 (también conocida como IC 5135) es una galaxia espiral localizada en la constelación Piscis Austrinus. Está localizada a una distancia de unos 220 millones de años luz de la Tierra. El tamaño aparente de NGC 7130 es de aproximadamente 100,000 años luz. Fue descubierta por John Herschel el 25 de septiembre de 1834, y descubierta independientemente por Lewis Vencejo, el 17 de septiembre de 1897. La ubicación de la galaxia en el Nuevo Catálogo General (NGC) está fuera por 30 minutos en la declinación de la ubicación de la galaxia.

## Características
NGC 7130 está caracterizada como una galaxia peculiar basada en su forma distorsionada. La galaxia tiene corrientes de estrellas. Se ha sugerido que la forma distorsionada de NGC 7130 es el resultado de la interacción con otras galaxias. En el infrarrojo de banda K una barra es visible.
NGC 7130 tiene un núcleo brillante que se caracteriza como activo. La galaxia presenta líneas de emisión ópticas típicas de una galaxia Seyfert tipo 2, con líneas anchas y fuertes de una emisión de elementos de alta ionización, como He II, sin embargo, el espectro ultravioleta es más consistente con la emisión producida por el tipo O masivo de estrellas jóvenes, lo que sugiere un estallido estelar activo en el núcleo. Observaciones más detalladas en ultravioleta revelan un anillo asimétrico con varios nudos. La extensión total del anillo es un segundo de arco, que corresponde a 310 pc, en la dirección norte-sur, y 0,7 segundos de arco, que corresponde a 220 pc, en dirección este-oeste. La emisión ultravioleta también se observa en la parte interna de los brazos espirales en el borde de la barra.
La galaxia también emite rayos X. En base a las observaciones del Observatorio de rayos X Chandra, se descubrió que los dos tercios de la emisión de rayos X a 0.3–8 keV de la galaxia provienen de la actividad de estallido estelar circular y el disco de la galaxia, mientras que el resto se atribuyó a una galaxia activa oculta por una columna superior a 1024cm−2. El porcentaje atribuido excede el 50% a energías más altas, más de 2 keV. La transición de la emisión del estallido estelar es suave, como se ve por los diferentes estados de ionización del gas alrededor del núcleo. También hay un viento de salida, cuyo origen, sin embargo, no se puede determinar con precisión.
En el centro de NGC 7130 hay un agujero negro supermasivo cuya masa está estimada para ser 3.9×107M☉ (107.59M☉). El índice de formación de la estrella en el central kiloparsec de NGC 7130 está estimado para ser 4.3M☉ por año. El índice de formación de estrella total de la galaxia está estimado para ser 21M☉ por año.
Dos supernovas han sido observadas en NGC 7130, SN 2010bt (tipo IIn, mag 15.9) y SN 2017hgz (tipo Ia, mag 15.1).

## Galaxias cercanas
NGC 7130 pertenece en un grupo de galaxias conocido como LGG 445. Otros miembros del grupo de galaxia incluyen NGC 7057, IC 5105, NGC 7087, NGC 7060, NGC 7072, NGC 7075, NGC 7110, IC 5128, e IC 5139. Cercano a NGC 7130 está también el distorsionado NGC 7135, con 18 arcminutes al este, e IC 5131, con 12 arcminutes al oeste. Ha sido sugerido que la distorsión de NGC 7130 estuvo causada por una interacción con una de estas dos galaxias.